# 関東鉄道キハ2200形気動車
関東鉄道キハ2200形気動車（かんとうてつどうキハ2200がたきどうしゃ）は、関東鉄道の通勤型気動車。
現在は4両が在籍している。新潟鐵工所が製造を担当。

## 概要

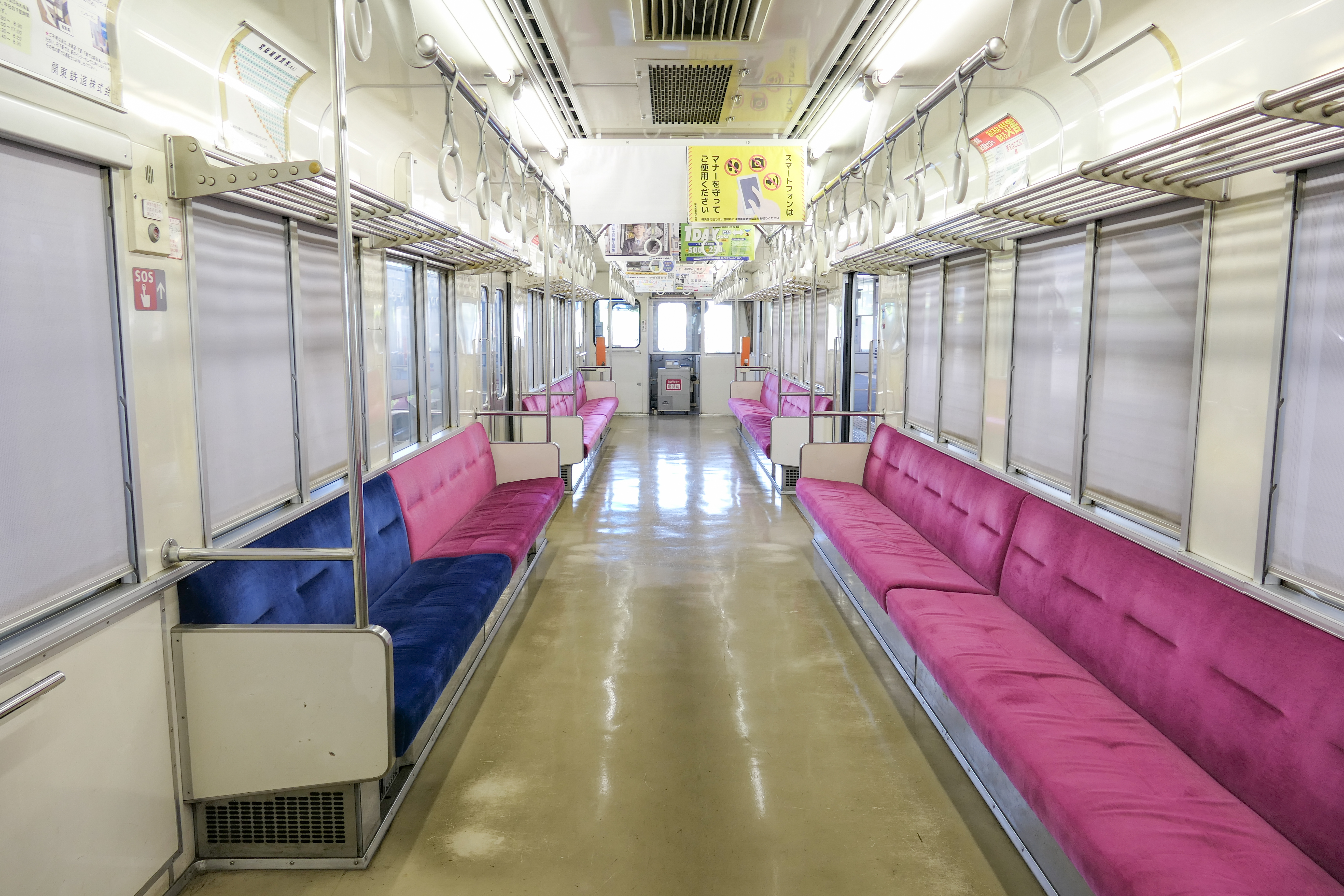
キハ2202車内（2023年7月）

1997年（平成9年）11月7日より運用開始。当初は2両だったが、翌年9月に2両増備され、4両となった。
基本仕様は、キハ2100形に準ずる。キハ2100形で採用したボルスタレス台車、新潟鐵工所製DMF13HZエンジンといった仕様を踏襲しつつ両運転台化して単行運転に対応させたものである。
この形式で特筆されるのは扉配置である。キハ2100形が両開き扉を片側3つ配置していたのに対し、キハ2200形は両端の2つが片開き、中央の1つのみ両開きとなっている。これはワンマン運転を考慮したものである。
主に水海道-下館間の単線区間で運用されるが、守谷でつくばエクスプレスと乗り換える乗客の便宜を図るため、取手 - 水海道間の複線区間に直通する運用もある。普通・快速列車問わず幅広く運用されている。休日ダイヤの快速は、当車両またはキハ2400形に限定される。
単線区間用車両であることから、新製時よりワンマン運転に対応しているが、キハ2400形には設置されている駅名案内LED装置がない。
快速運転には当初対応していなかったが、列車種別装置新設などの改造を2005年（平成17年）に受け、全車対応した。
また、2003年（平成15年）5月〜8月に防護無線が全車に取り付けられている。
2011年（平成23年）4月には2201・2202がキハ5000形と同様の塗装に変更された。

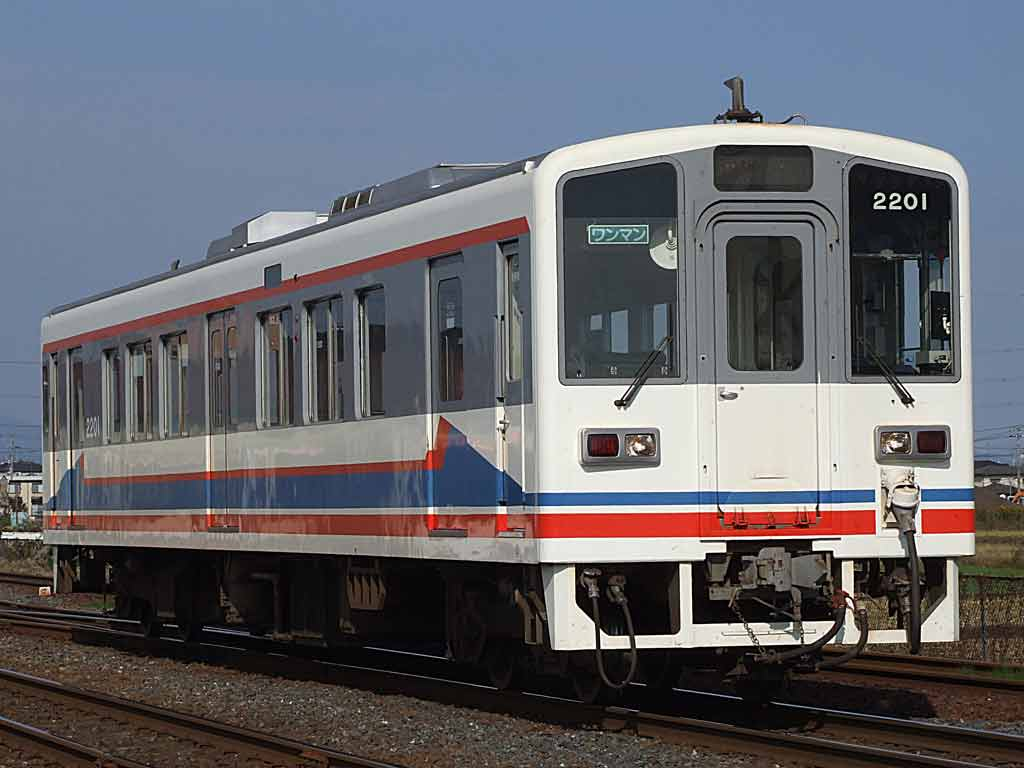
キハ2201旧塗装（2007年11月）

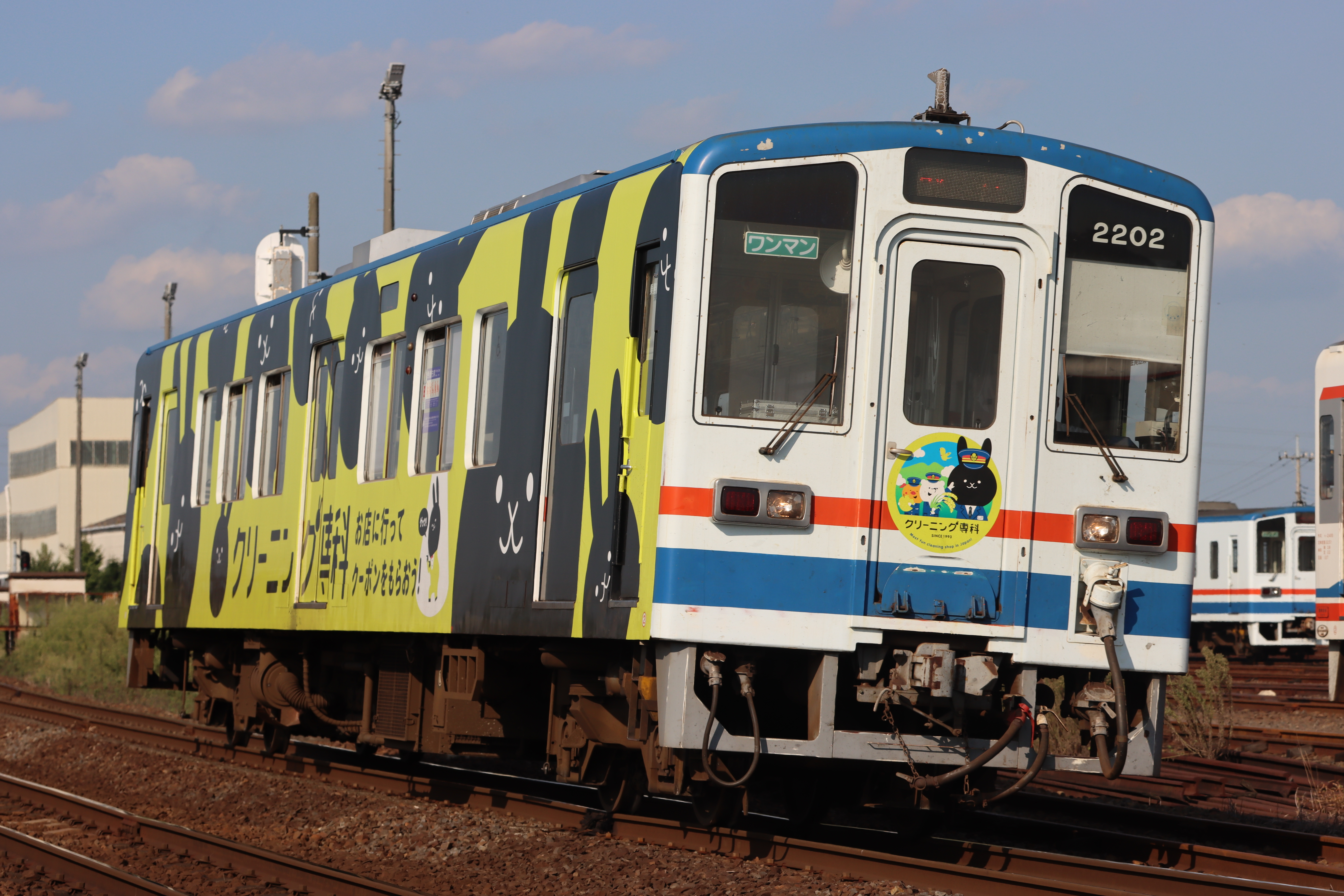
キハ2202（クリーニング専科ラッピング）

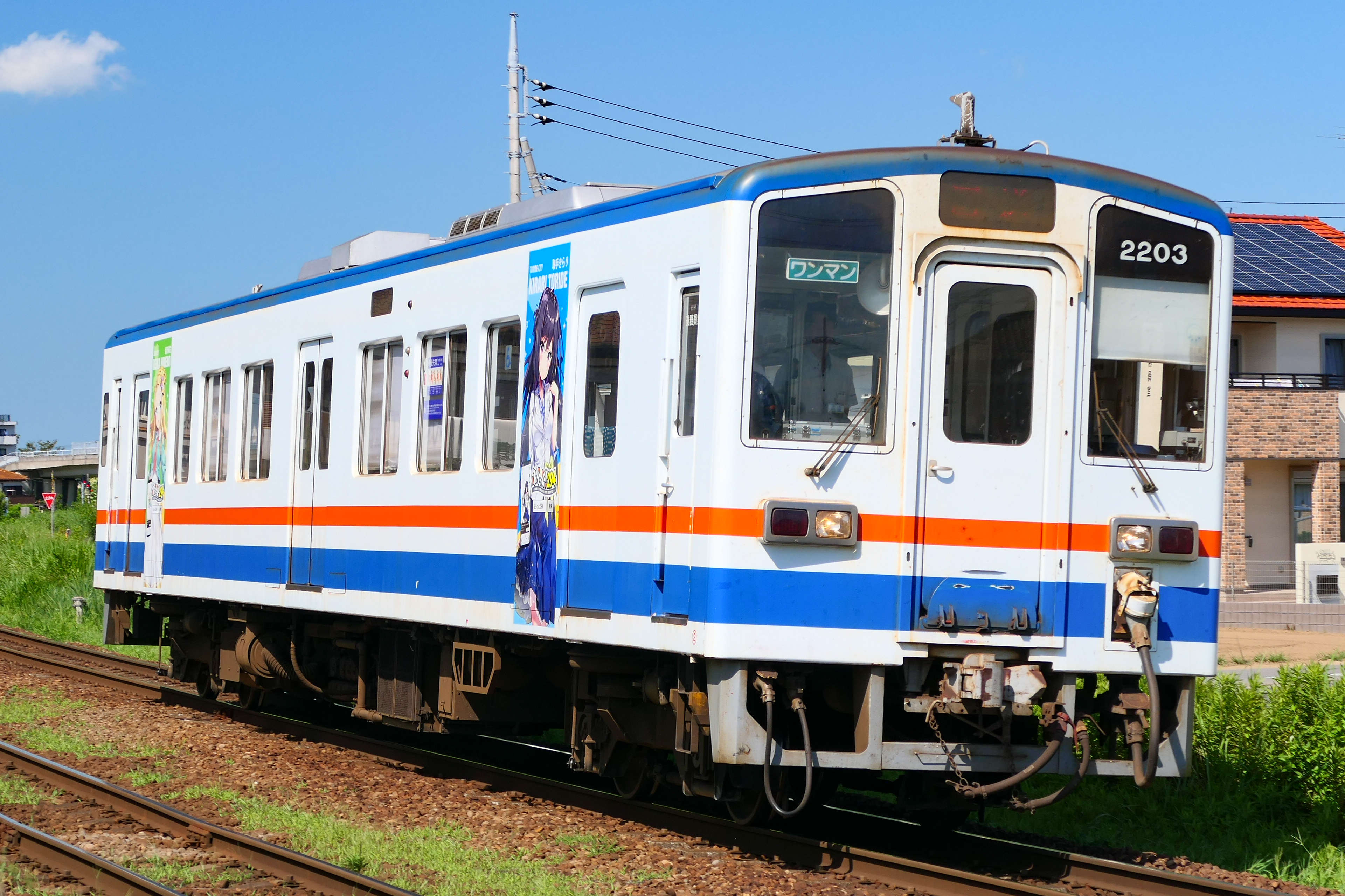
キハ2203新塗装（ふらっと!294ラッピング）

### 諸元
- 旅客定員: 137名（着席45名）
- 車両重量: 32.5t
- 主要寸法（mm）: 最大長20000×最大幅2850×最大高3943（床面高さ1140mm）
- 機関: DMF-13HZディーゼル機関 出力242.7kw/2000min-1(330ps/2000rpm)
  - 総排気量12.7l 最大トルク1.41kN・m/1300min-1(144kgf・m/1300rpm)
- 変速機: TACN-22-1607形3要素1段液体変速機
  - 湿式多板式クラッチによる常時噛合方式 減速比:1速1.469/2速1.029
- 変直切り替え: 自動
- 営業最高速度: 90km/h
- 設計最高速度: 95km/h
- 台車: 空気ばね式ボルスタレス台車（NP128D形 NP128T形） 固定軸距2100mm
- 電気連結器: KE93形+KE72形
- 戸閉装置: DP-45BM形ベルト駆動式両開き（中扉）およびTK103A形片開き（前後扉）
- 制御方式: 横軸式カムマスコン
- ブレーキ：自動空気ブレーキ

### ワンマン装置
- ワンマン放送：音声合成装置（スタンドマイクつき）
- 整理券発行機
- 運賃箱
- 運賃表示機
- ワンマン戸開閉スイッチ
- ドア開閉予告チャイム
- 運転台に扉選択スイッチがある。このスイッチを「有人駅」側にして運転台の扉スイッチを操作すると全扉が開きワンマン関連機器は動作しない。「無人駅」側にすると運転台後ろの1扉しか開かず整理券発行機や運賃箱が動作する。

### サービス設備
- 冷暖房装置
- 自動音声案内装置
- 行先表示機(LED)
- ドアチャイム
- 車椅子スペース

## 編成
- 一次車：2201、2202
- 二次車：2203、2204
  - 改造により快速運転対応